# Солдово
Солдово — река в России, протекает в Татышлинском районе Башкирии и Куединском районе Пермского края. Длина реки составляет 20 км, площадь водосборного бассейна — 236 км².
Начинается западнее села Беляшево, течёт в общем западном направлении по северной окраине елово-пихтового леса в верхнем и среднем течении и осинового — в нижнем. На реке расположены населённые пункты Байкибаш, Старосолодово, Калмияры и Ключики. Впадает в реку Буй слева на расстоянии 191 километр от его устья к северу от Куеды.
Основные притоки — Малое Солдово (лв), Бикбардинка (пр), Маныш (лв), Аскыр (лв), Чикашка (пр).

## Данные водного реестра
По данным государственного водного реестра России относится к Камскому бассейновому округу, водохозяйственный участок реки — Буй от истока до Кармановского гидроузла, речной подбассейн реки — бассейны притоков Камы до впадения Белой. Речной бассейн реки — Кама.
Код объекта в государственном водном реестре — 10010101112211100016011.